# Gerard Veldkamp
Gerardus Mattheüs Johannes (Gerard) Veldkamp (Breda, 27 juni 1921 – Parijs, 15 september 1990) was een Nederlands politicus.
Veldkamp was een KVP-minister van Sociale Zaken en Volksgezondheid die belangrijke wetgeving tot stand bracht, zoals de Algemene Kinderbijslagwet, de Ziekenfondswet, de Wet sociaal minimum, de Wet op de Arbeidsongeschiktheid en de Wet Werkloosheidsvoorziening. Hij was na leraar, ambtenaar en raadslid te zijn geweest als 31-jarige al staatssecretaris van Economische Zaken. Hij bracht in die functie de eerste Middenstandsnota uit. In 1961 volgde hij, met een kleine tussenkomst van Marijnen, als minister de zwakke Van Rooy op en loodste hij direct bekwaam de Algemene Kinderbijslagwet door het parlement. Veldkamp had goede banden met de vakbeweging, maar weinig vrienden in de kabinetten waarvan hij deel uitmaakte. Hij was voorstander van samenwerking met de PvdA. Hij was een zeer bekwame wetgever, maar ook een onbehouwen doordouwer in discussies en regelmatig het middelpunt van kabinetsruzies.
Na zijn ministerschap was hij van 1967 tot 1982 voorzitter van de Staatscommissie vereenvoudiging en codificatie van het sociale zekerheidsrecht. Voorts was hij onder meer hoogleraar Leer van de Sociale Zekerheid aan de Universiteit van Leiden.
- Bibsys: 90513964
- Biografisch Portaal: 69770678
- CiNii: DA06107561
- Digitale Bibliotheek voor de Nederlandse Letteren: veld121
- Gemeinsame Normdatei: 172507022
- International Standard Name Identifier: 0000 0000 8446 1226
- Library of Congress Control Number: n79042109
- Nationale Bibliotheek van Israël: 987007359600805171
- Nederlandse Thesaurus van Auteursnamen: 068347251
- Parlement.com: vg09llbgplzk
- Virtual International Authority File: 43110386
- WorldCat: E39PBJyx9DpQj6hFbhJPhhF9Xd

1. 1 2  Middelste voornaam Matheus op het titelblad van zijn proefschrift (Tilburg 10 november 1949).